# Rhipidia laetitarsis
Rhipidia laetitarsis är en tvåvingeart som först beskrevs av Alexander 1938.  Rhipidia laetitarsis ingår i släktet Rhipidia och familjen småharkrankar. Inga underarter finns listade i Catalogue of Life.